# GRB 970228
GRB 970228は、初めてアフターグローが観測されたガンマ線バーストである。1997年2月28日2時58分(UTC)に発見された。1993年以降、ガンマ線バーストの後に低いエネルギー（電波、X線、可視光等）のアフターグローが続くことは予測されていたが、GRB 970228の出現まで、ガンマ線バーストは高エネルギーのガンマ線による高光度のバーストとしてのみ観測されていた。
このバーストは、光度曲線に複数のピークを持ち、約80秒間続いた。GRB 970228の光度曲線の特性は、超新星が同時に発生していることを示唆していた。バーストが発生した地点は、赤方偏移がz=0.695となる81億光年かなたの銀河であり、ガンマ線バーストが銀河系以外でも発生しているという証拠にもなった。

## 観測
ガンマ線バーストは高光度のガンマ線の閃光であり、宇宙で最もエネルギーの大きい電磁波の放射である。1967年に核爆発を検出するために設計された人工衛星ヴェラによって初めて観測された。
GRB 970228は、1997年2月28日2時58分(UTC)に、元々X線を研究するために設計された人工衛星ベッポサックスに搭載されたガンマ線バーストモニターと広域カメラによって初めて観測された。数時間のうちに、ベッポサックスの運用チームは、誤差3分の範囲でバーストの地点を特定した。バーストはユリシーズでも検出された。
約80秒間続き、光度曲線には複数のピークがあった。ガンマ線バーストは、非常に様々な時間経過を持ち、また複数のピークを持っていたり単一のピークを持っているガンマ線バーストがなぜ存在するのかについても十分分かっていない。1つの可能な説明は、複数のピークはガンマ線バーストの源が歳差運動しているためとするものである。

## アフターグロー
1993年、ボフダン・パチンスキとジェームズ・ローズは、ガンマ線バーストを発生させる爆発の種類に関わらず、そのエネルギーの大きさから、爆発の際、元の恒星から相対論的速度で物質が放出されているという論文を発表した。彼らは、放出された物質と星間物質の相互作用で衝撃波面が形成されることを予測した。この衝撃波面が磁場の中にできると、その中で加速された電子が長く続く電磁波の放射光を発し、これが後にアフターグローとして観測される。ジョナサン・カッツは、後にこの低エネルギーの放射は電波に限定されず、X線から可視光にまでの範囲に及ぶと結論付けた。
ベッポサックスに搭載された狭域観測機器は、検出から8時間後にGRB 970228の位置の観測を開始し、バースト以降、冪乗則に則って明るさが減じていく一時的なX線源が発見された。このX線は、初めて検出されたガンマ線バーストのアフターグローであった。冪乗則による減光は、現在ではガンマ線バーストに共通の性質だと考えられているが、寿命における開始時期やその速度には多様性がある。
3月1日と8日にウィリアム・ハーシェル望遠鏡とアイザック・ニュートン望遠鏡を用いてGRB 970228の光学画像が撮影された。その画像の比較により、可視光と赤外線の両方で光度が減少していることが明らかとなった。これはバーストの光学アフターグローであった。予測された電波アフターグローは、このバーストでは確認されなかった。このバーストの発見時点では、ガンマ線バーストは放射光を等方的に出すものと考えられていたが、このバーストや他のいくつか（GRB 970508やGRB 971214等）からのアフターグローは、ガンマ線バーストは放射光を平行ジェットとして放出し、バーストからの合計放出エネルギーを数桁下げているという証拠となった。

## 超新星との関係

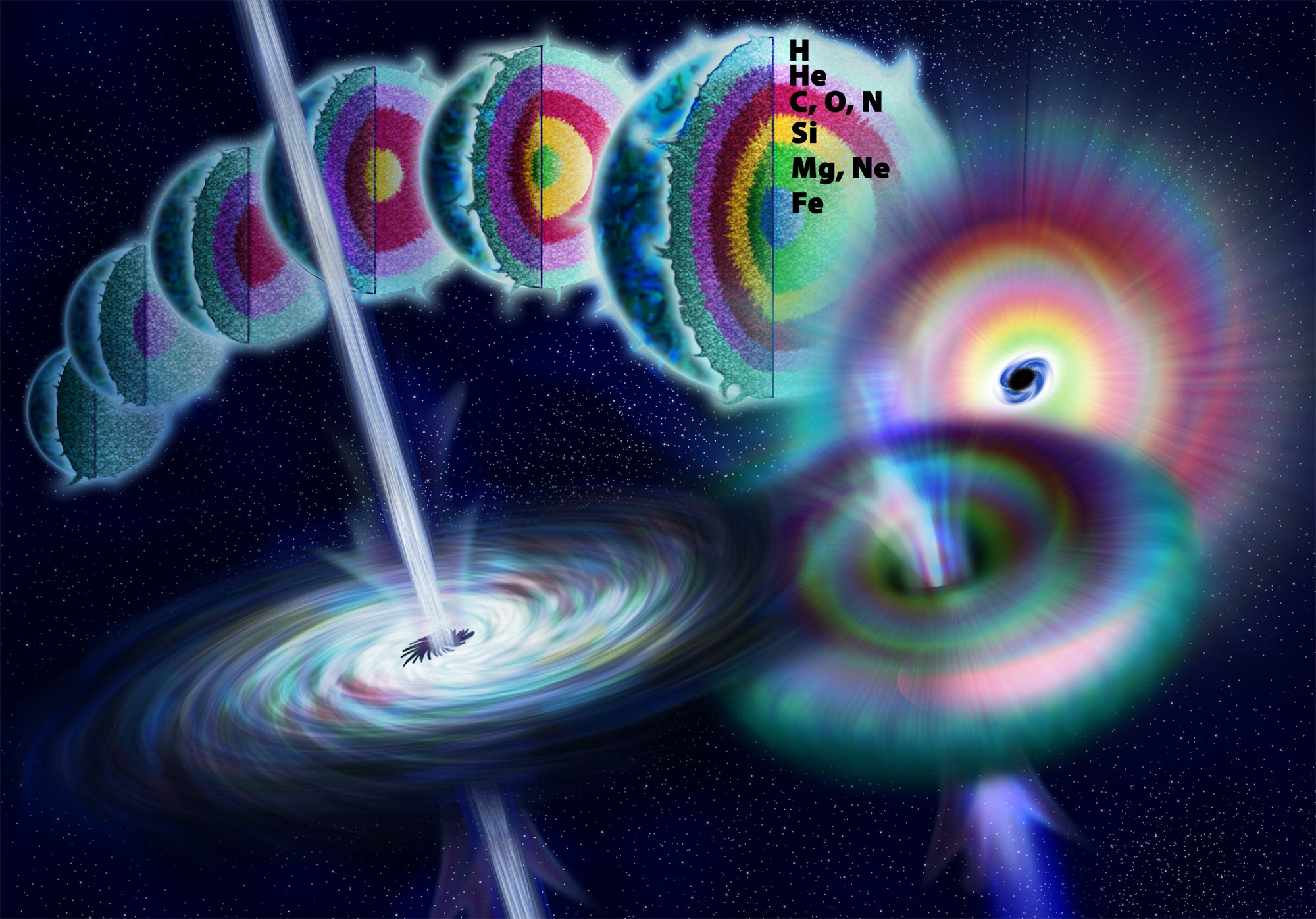
質量の大きな恒星が超新星爆発し、崩壊してブラックホールとなり、回転軸に沿ってガンマ線バーストを放出するまでの生涯のイメージ図Credit: Nicolle Rager Fuller/NSF

シカゴ大学のダニエル・ライチャートとアムステルダム大学のティトゥス・ガラマは、それぞれ独立にGRB 970228の光度曲線を分析し、ホスト星はガンマ線バーストが発生した数週間前に超新星爆発を起こしているという結論に達した。
ガラマは、その光度が時間によって異なった速さで減少していることを発見した。3月6日から4月7日は、その前後に比べて光度の減少が遅かった。ガラマは、前半の光度曲線はバーストそのものによるもので、後半はIc型超新星爆発によるものだと結論付けた。ライチャートは、後半のアフターグローは、前半よりもより赤みがかっており、観測結果は、当時信じられていたガンマ線バースト機構の相対論的火球モデルと相容れないと記している。彼はまた、同じような性質を持つガンマ線バーストとして唯一GRB 980326があるとしており、これについては既にジョシュア・ブルームが超新星との関係を指摘している。
GRB 970228とGRB 980326の光度曲線の別の説明としては、塵による光エコーが考えられる。GRB 980326については、この可能性を排除するほど十分な情報が得られていないが、ライチャートは、GRB 970228の光度曲線は超新星以外では起こりえないことを示した。ガンマ線バーストと超新星を結びつける直接的な証拠は、後にGRB 020813のスペクトルとGRB 030329のアフターグローから得られた。しかし、超新星的な性質は、バーストの数週間後にのみ現れており、初期の光度の変化は光エコーで説明される可能性も残っている。

## ホスト星
3月12日と13日の夜、ジョージ・メルニックは新技術望遠鏡を用いて観測を行い、バーストの位置に、遠い銀河と考えられる暗い星雲を発見した。バーストとこの銀河が無関係であるという可能性はわずかに残るものの、それらの位置の一致は、このガンマ線バーストが銀河系内ではなく遠い銀河で発生したものであるという強い証拠になる。この結論は後に、赤方偏移が初めて測定されたGRB 970508の観測によって支持された。
バーストのアフターグローの位置は、ホスト星の重心からある程度離れており、バーストが活動銀河核で発生したものではないことを示している。銀河の赤方偏移は、後にz=0.695と測定され、これは8.123×109光年の距離に相当する。この距離でガンマ線バーストが等方的に発生したとすると、合計エネルギーは5.2×1044Jとなる。